# Дашкевич-Горбацький Володислав Володимирович
Володислав Володимирович Дашкевич-Горбацький (16 серпня 1879, Обухів, Київська губернія, Російська імперія — 7 червня 1952, с. Абезь, Комі АРСР) — український військовий діяч, дипломат.

## Життєпис
Народився 16 серпня 1879 року в місті Обухів на Київщині. Початкову освіту здобув у Кременчуцькому реальному училищі.

### Служба в російській армії

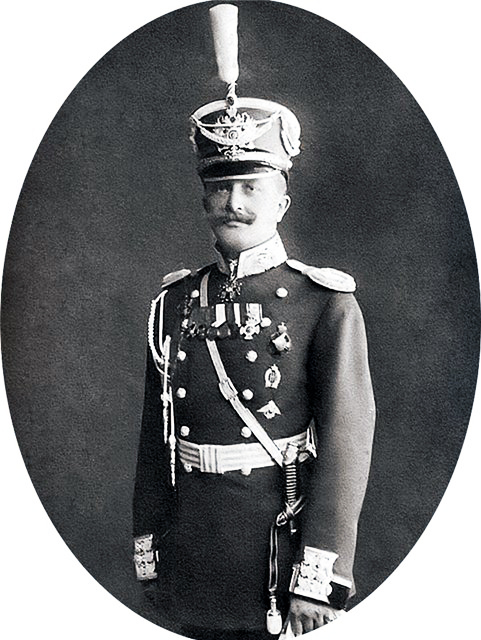
На службі в РІА

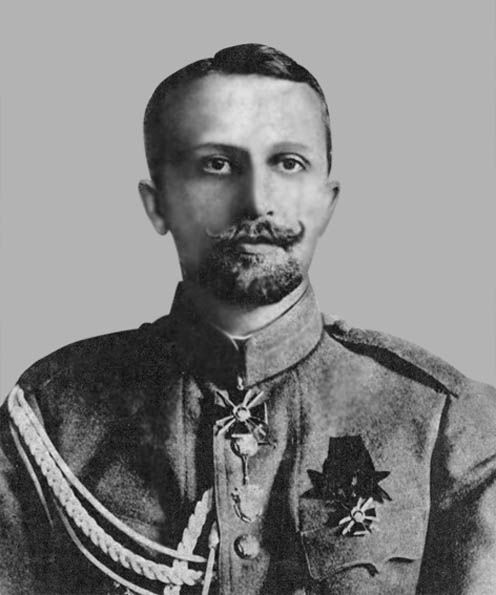
На службі в РІА

З 26 вересня 1897 на військовій службі. У 1899 закінчив третє Олександрівське військове училище та Миколаївську академію Генерального штабу (1905).
З 1905 проходив службу в лейб-гвардії Литовському полку.
З 1905 по 1907 — викладач тактики в Пажеському корпусі.
З 1907 по 1913 — старший офіцер штабу Гвардійського корпусу.
З 1913 по 1914 — штаб-офіцер для особливих доручень штабу 1-го армійського корпусу.
З 1914 по 1917 — начальник штабів 50-ї та 28-ї піхотної дивізій, командир 96-го піхотного полку та 24-ї піхотної дивізії на Південно-Західному фронті. Генерал-майор.

### На службі Україні

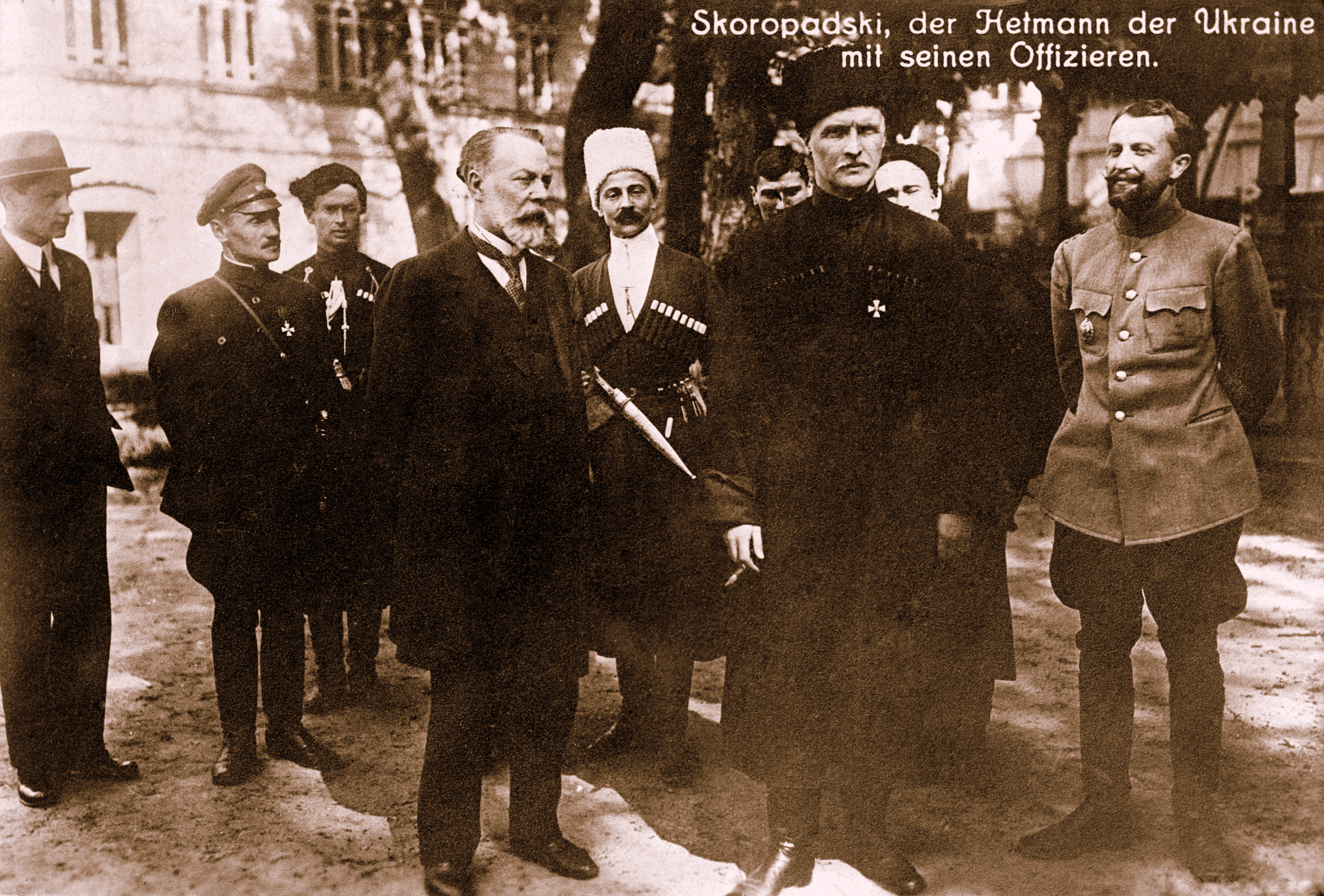
1-й ряд зліва направо: Федір Лизогуб, гетьман Павло Скоропадський, Володислав Дашкевич-Горбацький; посередині ззаду (в білій папасі) Олександр Сахно-Устимович; 2-й зліва у 2-му ряді Костянтин Прісовський

З 1917 — проходив службу в Збройних Силах Української Держави.
З 04.1918 по 07.1918 — начальник особистого Штабу Гетьмана Павла Скоропадського.
У травні 1918 — в.о. військового міністра Української Держави.
23 (10) червня 1918 в Києві на Софійському подвір'ї о 5 год. дня відбулася церемонія присяги на вірність Українській державі та Гетьманові, складеної чинами особистої охорони Павла Скоропадського, у присутності голови гетьманського штабу, генерального хорунжого Володислава Дашкевича-Горбацького.
З жовтня 1918 р. голова надзвичайної місії Української Держави в Румунії.

### Еміграція та ув'язнення
З 1922 — мешкав в Німецькій державі. Після окупації Радянською армією Німеччини заарештований та вивезений до Росії в концтабір.
Помер в таборі міста Інта Комі АРСР. Похований у селищі Абезь (тепер у межах міста Інта), могила № О-27.